# I miei americani (tre puntini) 2
I miei americani (tre puntini) 2 è il 26° album in studio di Adriano Celentano, pubblicato nel 1986 dalla Clan Celentano.

## Storia
Come I miei americani, anche questo disco contiene cover di canzoni con testi in italiano (ma non tradotte, infatti si discostano spesso notevolmente da quelli originali), non solo statunitensi (come la parola "americani" del titolo farebbe presagire); vi sono infatti due brani dei britannici Beatles, Eleanor Rigby e Love me do. Gelosia, incisa da numerosi artisti italiani e no, è stata scritta dal danese Jacob Gade negli anni 20. Cry era già stata incisa da Celentano nell'album Nostalrock del 1973; il testo della cover È finita è di Miki Del Prete. Esiste anche un'altra versione italiana di Cry dal titolo Tu che piangi curata da Elvia Figliuolo (Misselvia) ma interpretata da altri cantanti. Vivrò per lei, versione italiana di My prayer dei Platters, era stata incisa con il titolo abbreviato in Vivrò nel 1967 da Carmelo Pagano che, con questo brano, aveva partecipato nello stesso anno al Cantagiro. Mi scade è invece un brano strumentale, cover di She's Got It di Little Richard; nelle prime copie distribuite del disco vi era in realtà la parte cantata, ma nelle successive venne inserita solo la base con una premessa di Celentano che adduce mancanza di tempo per incidere il cantato (da cui il titolo); il testo fu però stampato nella camicia interna. "Ma come fa la gente sola", cover di Eleanor Rigby, è riproposta rifacendosi alla versione che ne fece Ray Charles. Il titolo originale compare nel testo italiano ma il titolo in italiano ricalca il testo del brano ("Look at all the lonely people"). "Un'altra ragazza", cover di "Love me do", viene invece inizialmente registrata con un arrangiamento che rifà vagamente il verso al successo coevo "Kiss" di Prince, ma nel disco alla fine comparirà una versione con arrangiamento più simile all'originale dei Beatles. In Seguirò chi mi ama Celentano duetta con la moglie Claudia Mori. 
Il singolo scelto per lanciare l'album, "Veronica verrai", è interamente italiano: l'autore Katamar è infatti uno pseudonimo di Giancarlo Bigazzi, che ha scritto il brano a quattro mani con sua moglie Gianna Albini, e dunque il titolo tradotto in inglese messo fra parentesi è artificioso.

## Tracce
(fra parentesi i titoli delle versioni originali)
1. Veronica verrai (Veronica you'll come)
2. Gelosia (Jalousie)
3. Ma come fa la gente sola (Eleanor Rigby)
4. Mi scade (She's got it)
5. Vivrò per lei (My prayer)
6. Seguirò chi mi ama (Is it love) (Con Claudia Mori)
7. L'ascensore (Sixteen tons)
8. È finita (Cry)
9. Un'altra ragazza (Love me do)
10. Crederò (Crazy love)

## Formazione
- Adriano Celentano – voce
- Pinuccio Pirazzoli – tastiera, basso e chitarra
- Lele Melotti, Alfredo Golino – batteria
- Luigi Tonet – programmazione
- Paolo Steffan – basso, programmazione e chitarra
- Amedeo Bianchi – sassofono tenore e sax alto
- Mario Creves – armonica
- Giulia Fasolino, Naimy Hackett, James Hill, Randy Jackson – cori